# Sjoerd Potters

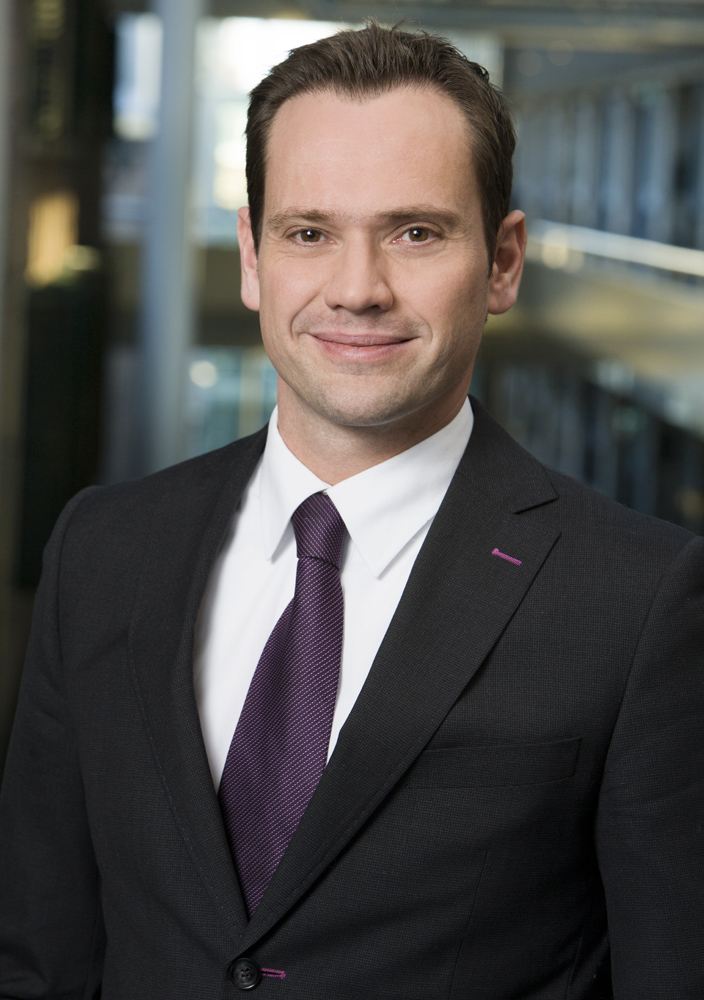
Sjoerd Potters

Sjoerd Cornelis Clemens Maria Potters (* 14. Februar 1974 in Tilburg) ist ein niederländischer Politiker (VVD).

## Karriere
Potters wuchs in Breda in einer römisch-katholischen Familie auf. Er war vom 8. November 2012 bis zum 23. März 2017 Mitglied der Zweiten Kammer für die VVD. Zuvor war er 2,5 Jahre lang als Beigeordneter für soziale Angelegenheiten in der Gemeinde Waalwijk tätig.
Nach dem Abschluss seines Studiums des Verwaltungsrechts an der Universität Tilburg im Jahre 1998 arbeitete er als Filialleiter bei einer großen Agentur in Eindhoven. Er war auch als Stadtschreiber in Haaren tätig und war politischer Assistent von Onno Hoes während dessen Amtszeit als Abgeordneter der Provinz Noord-Brabant.
Am 21. Februar 2017 wurde Potters vom Gemeinderat von De Bilt zum neuen Bürgermeister nominiert und am 4. April 2017 in sein Amt eingeführt. Bei den Parlamentswahlen im März 2017 stand er auf Platz 31 der Kandidatenliste und wurde auch gewählt, trat sein Amt aber nicht an.
Der Gemeinderat von Helmond schlug Potters am 3. Juli 2024 als neuen Bürgermeister vor. Sein Amtsantritt ist für den 6. November selben Jahres geplant. Aus diesem Grund übernahm Marcel Fränzel sein Amt als Bürgermeister von De Bilt zum 14. Oktober 2024. Schließlich wurde Potters das Amt am 6. November 2024 übertragen.
Er ist mit Tony van Maanen verheiratet. Gemeinsam hat das Paar einen Pflegesohn namens Thomas.